# Onsori Balkhi
Onsori Balkhi (عنصری بلخی, c'est-à-dire Onsori de Balkh), ou simplement Onsori, Unsuri en translittération anglaise, est un poète persan, né en 970 ou 980 et mort en 1039.
Originaire de Balkh (aujourd'hui en Afghanistan), le poète s'est ensuite installé à Ghazni, parmi les nombreux panégyristes de la cour du sultan Mahmoud de Ghaznî qui l'a ensuite nommé poète de la cour et roi des poètes. Onsori a continué son office sous le successeur du sultan, son fils Massoud.
Il est l'auteur de trois poèmes épiques dont deux nous sont parvenus. Il existe des fragments en persan, et également des fragments d'une traduction en turc du poème «Vamik et Azra» lequel est basé sur le roman grec Métiochos et Parthénopé (en). Une cinquantaine de qassidehs élégiaques sont connus de lui, ainsi qu'une dizaine de ghazals, environ soixante-dix roubâ'iyat et un kit'a. L'œuvre d'Onsori poursuit la tradition de Roudaki, mais elle est caractérisée par de légères modifications de formes et d'union des thématiques.